# أرتلاند
أرتلاند (بالإنجليزية: Artland)‏ (باليابانية: 株式会社アートランド) هو ستوديو أنمي ياباني. تأسس في 14 سبتمبر 1978. يقع مقره في موساشينو، طوكيو. أنتج سلاسل أنمي معروفة فازت بجوائز مثل موشيشي وحرب الكواكب.

## أعمال
- حرب الكواكب
- موشيشي
- كاتيكيو هيتمان ريبورن!
- موكا موكا
- بوكيمون
- كوكب ملك الوحوش
- نادي مضيفي ثانوية أوران
- داركر ذان بلاك
- ملك الشياطين في المقعد الأخير (2010)

## روابط خارجية
- أرتلاند على موقع IMDb (الإنجليزية)
- أرتلاند على موقع ANN company (الإنجليزية)